# Un caso di coscienza
Pour plus de détails, voir Fiche technique et Distribution.

Un caso di coscienza est un film italien réalisé par Giovanni Grimaldi en 1969 et sorti en 1970.

## Synopsis
Salvatore Vaccagnino est un jeune avocat originaire de la petite ville de Maddà, près de Catane, qui exerce à Rome où il a une maîtresse. Un jour, dans le train qui la ramène dans son pays, il lit dans un magazine féminin une lettre non signée d'une de ses concitoyennes qui « avoue » qu'elle a trahi son mari avec un « demi parent ». L'avocat, sûr de la fidélité de sa femme, montre le magazine à son cercle d'amis qui rassemble tous les notables du pays...

## Fiche technique
- Titre original	:  Un caso di coscienza
- Réalisation : Giovanni Grimaldi
- Scénario : Leonardo Sciascia
- Musique : Riz Ortolani
- Décors : Vincenzo Del Prato
- Costumes : Giulia Mafai
- Genre : Comédie
- Format :
- Durée	: 113 minutes
- Langue : Italien
- Pays : Italie
- Date de sortie : 1970

## Distribution
- Lando Buzzanca : Salvatore Vaccagnino
- Raymond Pellegrin : Lele Solfi
- Aldo Bufi Landi : Giulio Militello
- Nando Gazzolo : Alfredo Serpieri
- Marcella Michelangeli : épouse de Alfredo Serpieri
- Françoise Prévost : Sandra, épouse de Solfi
- Dagmar Lassander : Annalisa, maîtresse de Salvatore Vaccagnino
- Franco Lantieri : Gaetano
- Helga Liné : Lola
- Antonella Lualdi : Rita
- Viviane Ventura : Adriana
- Paolo Carlini : don Gualtiero
- Turi Ferro : Zarbo
- Saro Urzì : le pharmacien
- Michele Abruzzo : Carmelo Favara
- Gisèle Pascal : épouse de Giulio Militello
- Ida Carrara : épouse de Zarbo
- Monica Pardo : Mariadò
- Carletto Sposito : Benito Pozzi
- Aldo Puglisi :  Nicasio
- Alfredo Rizzo : Falpalà
- Linda Sini : femme dans le train
- Elio Zamuto : Nunzio
- Renato Malavasi : Peppino